# منطقه ۲۱ شهرداری تهران
منطقه ۲۱ شهرداری تهران یکی از مناطق شهری تهران و از غربی‌ترین مناطق این شهر است. منطقه از شمال به اتوبان تهران – کرج، از جنوب به جاده قدیم تهران - کرج از شرق به مسیل کن و از غرب به گرمدره محدود است. منطقه بیست و یک، در امتداد جنوب منطقه ۲۲ (جنوب اتوبان تهران- کرج) و غرب مناطق ۹ و ۵ قرار دارد. به شکل یک مثلث در منتهی‌الیه غرب تهران در امتداد جاده‌های ارتباطی تهران – کرج تا بعد از دو راهی کاروانسرای سنگی گسترده شده‌است. این منطقه با مناطق پنج، نُه، هجده و  بیست‌ودو و نیز شهرهای کرج و شهریار همسایه است. منطقه بیست و یک شهرداری تهران دربرگیرنده سه ناحیه و سیزده محله است. از جمله محله‌های مطرح این منطقه می‌توان به وردآورد و تهرانسر اشاره کرد. 
 منطقه بیست و یک شهرداری تهران در نخستین طرح جامع تهران مصوب ۱۳۴۹ به عنوان پهنه اصلی استقرار کارخانجات صنعتی و فعالیت‌های وابسته به آن در نظر گرفته شده‌است. محدوده کنونی منطقه بیست و یک تا سال ۱۳۸۳ به عنوان جزئی از منطقه ۹ شهرداری تهران، نواحی ۳، ۴ و ۵ شهرداری این منطقه را تشکیل می‌داد. در این سال، این سه ناحیه از شهرداری منطقه ۹ منفک شده و منطقه ۲۱ را تشکیل دادند.سابقه سکونتگاهی محدوده منطقه بیست و یک کنونی به سال‌های دهه چهل و پنجاه خورشیدی بازمی‌گردد. به عبارتی دیگر از حیث عملکردی و کاربری منطقه را می‌توان به دو بخش مسکونی و غیر مسکونی تقسیم کرد. از جمله مراکز مهم صنعتی واقع در این منطقه عبارت است از شرکت دارویی و بهداشتی لقمان، کارخانجات داروپخش، داروسازی عبیدی، داروگر، ایران خودرو، سایپا، کرمان موتور شهروندان این منطقه به مناطق تفریحی و گردشگری پارک جنگلی چیتگر، دریاچه چیتگر و شهرک سینمایی غزالی دسترسی سریع و ساده‌ای دارند.شهروندان این منطقه از طریق بزرگراه آزادگان، بزرگراه متوسلیان و بزرگراه لشگری به شبکه بزرگراهی تهران دسترسی دارند.

## تاریخچه
سابقه سکونتگاهی محدوده منطقه بیست و یک کنونی به سال‌های دهه چهل و پنجاه خورشیدی بازمی‌گردد. به عبارتی دیگر از حیث عملکردی و کاربری منطقه را می‌توان به دو بخش مسکونی و غیر مسکونی تقسیم کرد.
کاربری مسکونی
- منطقه بیست و یک شهرداری تهران در نخستین طرح جامع تهران مصوب ۱۳۴۹[۶] به عنوان پهنه اصلی استقرار کارخانجات صنعتی و فعالیت‌های وابسته به آن در نظر گرفته شده‌است.[۷] محدوده کنونی منطقه بیست و یک تا سال ۱۳۸۳ به عنوان جزئی از منطقه ۹ شهرداری تهران، نواحی ۳، ۴ و ۵ شهرداری این منطقه را تشکیل می‌داد.[۲] در این سال، این سه ناحیه از شهرداری منطقه ۹ منفک شده و منطقه ۲۱ را تشکیل دادند. در همین سال شهرداری منطقه ۲۱ تأسیس شد.[۲]
- در تهران ادوار گذشته، هسته‌های کوچک جمعیت در وردآورد، قلعه‌ها و کاروان‌سراهایی چند شامل قلعه سلیمان خان، قلعه چیتگر، قلعه ارامنه، قلعه حسن‌خان، کاروان‌سرا سنگی و … در سر راه تهران – قزوین در دوره‌های گذشته می‌تواند تجسمی کامل از فضای حومه‌ای خلوت در آن دوران را نشان دهد.[۱۲] از قدیمی‌ترین سکونت‌گاه مسکونی در محدوده کنونی منطقه بیست و یک، وردآورد و بخشی از چیتگر از گذشته‌های دور روستا بودند.[۷] مستند به فرهنگ جغرافیای ایران؛ وردآورد دهی جزء بخش کن شهرستان تهران به‌شمار می‌آمده‌است.[۱۳] وردآورد در گذشته به صورت قلعه‌ای با دیوار بلند ۱۲ متری و ۶ برج دیدبانی و ۲ دروازه بود.[۱۴] همچنین بافت محدوده شمال تهرانسر دهه ۱۳۵۰ شکل گرفته‌است.[۷] بخش عمده بافت مسکونی منطقه دربرگیرنده شهرک‌های فرهنگیان، آزادی، استقلال، آسمان، شهرداری، دژبان، دریا، ثامن، بیست و دو بهمن و تهرانسر و همچنین هواپیمائی کشوری، پارک جنگلی چیتگر، دریاچه چیتگر و… در سال‌های دهه ۱۳۶۰ و پس از آن گسترش یافته‌است.[۷]

کاربری صنعتی
- همان‌طور که گفته شد، مستند به نخستین طرح جامع تهران مصوب ۱۳۴۹[۶] به عنوان پهنه اصلی استقرار کارخانجات صنعتی و فعالیت‌های وابسته به آن در نظر گرفته شده‌است.[۷] شرکت ایران خودرو به عنوان یکی از بزرگ‌ترین شرکت‌های خودروسازی ایران سال ۱۳۴۱ در این منطقه بنیاد نهاد شد.[۸] همچنین شرکت سایپا (سهامی عام ایرانی تولید اتومبیل) در سال ۱۳۴۴ در زمینی با مساحت ۲۴۰ هزار متر مربع و زیربنای ۲۰ هزار مترمربع تأسیس شد.[۸] همچنین شرکت خودروسازی کرمان سال۱۳۶۹ در این منطقه احداث شد.[۸]

## اطلاعات عمومی
محدوده
منطقه از شمال به اتوبان تهران – کرج، از جنوب به جاده قدیم تهران - کرج از شرق به مسیل کن و از غرب به گرمدره محدود است. این منطقه با مناطق پنج، نوزده، هیجده، منطقه بیست و دو و نیز شهرهای کرج و شهریار همسایه است.
وسعت و جمعیت
مساحت محدوده منطقه ۲۱ بالغ بر ۵۱۵۶ هکتار است که ۷/۸ درصد مساحت کل مناطق شهر تهران است. در قیاس با مساحت سایر مناطق در زمره بزرگ‌ترین مناطق شهرداری تهران به‌شمار می‌آید. براساس گزارش سایت شهرداری در سال ۱۴۰۰، جمعیت منطقه ۱۸۶۳۱۹ نفر اعلام شده‌است که از این تعداد ۹۲۵۸۰ نفر زن و ۹۳۷۳۹ نفر مرد اعلام شده‌است و شمار خانوار منطقه هم ۶۰۴۳۲ تبیین شده‌است. همچنین بر اساس گزارشی دیگر جمعیت این منطقه براساس سرشماری سال ۱۳۹۰ ایران، ۱۶۲٬۶۸۱ نفر (۵۰٬۳۸۱ خانوار) شامل ۸۲٬۰۱۴ مرد و ۸۰٬۶۶۷ زن می‌باشد.
ویژگی
تطور و تحولات کالبدی و اجتماعی از دهه چهل خورشیدی تاکنون تأثیر مستقیم بر مناسبات صنعتی و اقتصادی این منطقه گذاشته‌است. از جمله تصمیم‌ها و اقدام‌های مؤثر بر مناسبات اجتماعی و اقتصادی منطقه بیست و یک می‌توان به موارد زیر اشاره کرد.
1. پیشنهاد طرح جامع تهران برای استقرار فعالیت‌های صنعتی تهران در محدوده منطقه
2. قرار داشتن اراضی منطقه خارج از محدوده خدماتی شهر
3. قرارگیری در محدوده آزاد نشده شهر، به حساب آمدن به عنوان بخشی از حریم استحفاظی شهر
4. تصرف بسیاری از اراضی منطقه توسط نهادهای نظامی در سال‌های پس از انقلاب
5. عبور محورهای تجهیز شده عملکردی کلان مقیاس تهران – کرج از درون و لبه‌های منطقه
6. پیشنهاد منطقه به عنوان جزئی از پهنه توسعه شهر تهران در غرب این شهر
7. واگذاری بخشی از زمین‌های منطقه به عنوان شرکت‌های تعاونی مسکن به کارکنان رده میانی و پائین سازمان‌های اجرائی (مانند شهرداری، دانشگاه تهران، صدا و سیما، دژبان، دادگستری و …)

مجموعاً عواملی یاد شده تأثیر اساسی بر ویژگی‌های اقتصادی محدوده و شکل‌دهی گذاشته‌است. نظام فعالیت و اشتغال جمعیت، نظام تولید کارگاهی آن را متأثر ساخته‌است.

## مراکز مهم
بخش قابل توجهی از اراضی و زمین‌های منطقه بیست و یک کاربری صنعتی دارند، از جمله کارخانه‌ها و شرکت‌های خودروسازی، صنایع دارویی و آرایشی بهداشتی همچنین بیش از یک صد کارخانه و کارگاه و صنایع مرتبط به خودروسازی در این منطقه مستقر شده‌است.
صنایع خودروسازی و دارویی
- شرکت دارویی و بهداشتی لقمان
- کارخانجات داروپخش
- داروسازی عبیدی
- داروگر
- ایران خودرو
- سایپا
- کرمان موتور

دیگر مراکز
علاوه بر مراکز صنعتی برای تأمین نیازهای رفاهی، درمانی و آموزشی و … مراکز متعدد دیگری در این منطقه قرار دارد. این منطقه تا سال ۱۴۰۰ بالغ بر پنجاه و پنج بوستان دارد. به دلیل مجاورت دسترسی خوبی به پارک جنگلی چیتگر و دریاچه چیتگر دارد.
- موزه خودروهای تاریخی ایران
- شهرک سینمایی غزالی
- سینما ققنوس
- نگارخانه کوثر
- بوستان نرگس
- بوستان لاله
- بوستان کوثر
- بوستان ریما
- بوستان افق
- بوستان گلناز
- بیمارستان روان‌پزشکی ایران
- بیمارستان قوامین

## محله‌ها
منطقه بیست و یک شهرداری تهران دربرگیرنده سه ناحیه و سیزده محله است.
- وردآورد
- تهرانسر غربی
- چیتگر شمالی
- چیتگر جنوبی
- غزالی
- ویلاشهر
- شهرک شهرداری
- دانشگاه
- استقلال
- باشگاه نفت
- دریا
- شهرک آزادی (تهران) -فرهنگیان
- شهرک پاسداران

## حمل و نقل عمومی
منطقه بیست و یک شهرداری تهران دارای ۹ خط اتوبوس و چندین پایانه اتوبوس و ده‌ها ایستگاه اتوبوس و تاکسی است. شهروندان این منطقه از طریق بزرگراه آزادگان، بزرگراه فتح و بزرگراه لشگری به شبکه بزرگراهی تهران دسترسی دارند. دسترسی شهروندان این منطقه به شبکه مترو تهران از طریق سه ایستگاه زیر است.
- ایستگاه متروی چیتگر
- ایستگاه متروی وردآورد
- ایستگاه متروی ورزشگاه آزادی
- ایستگاه متروی ایرانخودرو